# Nordic Crown
Le Nordic Crown est un cruise-ferry exploité par la compagnie Go Nordic Cruiseline. Commandé en 1989 aux chantiers BrodoSplit de Split en Yougoslavie (actuelle Croatie) par l'armateur suédois Sea-Link Shipping, il était à l'origine destiné à assurer une liaison reliant la Suède et l'Allemagne sous les couleurs de la compagnie Euroway. En raison cependant d'un important retard pris dans la construction principalement dû à la guerre d'indépendance croate, Sea-Link refusera finalement d'acquérir le navire. Tout de même achevé en 1994, celui-ci est ainsi racheté par l'armateur danois DFDS et baptisé Crown of Scandinavia. Mis en service en juillet 1994 entre le Danemark et la Norvège, il changera notamment de nom en 2013 pour devenir le Crown Seaways. Vendu en novembre 2024 à Rederi Ab Gotland, il intègre en 2025 sous le nom de Nordic Crown la flotte du nouvel opérateur Go Nordic Cruiseline qui succède à DFDS sur la liaison Oslo - Copenhague.

## Histoire

### Origines et construction
Durant la seconde moitié des années 1980, la compagnie suédoise Sea-Link Shipping envisage l'ouverture d'une ligne maritime reliant la Suède à l'Allemagne qui serait desservie par des cruise-ferries imposants et luxueux. Le projet prévoit la mise en service de deux navires jumeaux entre Malmö et Travemünde en 1991 sous les couleurs d'une entité créée pour l'occasion, la compagnie Euroway.
Commandés aux chantiers yougoslaves Brodogradilište Split, les deux navires sont conçus comme des sister-ships des cruise-ferries Amorella et Isabella, construits pour la compagnie finlandaise SF-Line en 1988 et 1989. Les futurs unités de Sea-Link Shipping comportent toutefois quelques différences avec leurs modèles, avec notamment l'ajout de cabines supplémentaires à l'avant du pont 7 et à l'arrière du pont 5 mais également de suites avec balcon sur le pont 11. 
Les deux navires sont commandés simultanément le 28 septembre 1989. Le premier à être mis sur cale est le Frans Suell, suivi de son jumeau le Frans Kockum le 28 avril 1990. Mais alors que la construction se poursuit, la Yougoslavie est à cette époque en proie à une crise sans précédent qui débouche entre autres à la guerre de Croatie qui éclate le 17 août 1991. Ces évènements auront pour principale conséquence de retarder considérablement la construction des deux navires. Si les chantiers BrodoSplit parviennent à livrer le Frans Suell à Sea-Link en mai 1992, soit seulement un an de retard par rapport à l'échéance prévue, ceux-ci rencontreront toutefois davantage de contretemps dans les travaux de finition du Frans Kockum, lancé pour sa part le 6 avril 1992. Déjà affecté par le retard de livraison du Frans Suell auquel s'ajoutent les débuts difficiles de sa filiale Euroway, Sea-Link prendra finalement en 1993 la décision de s'affranchir du contrat de construction du Frans Kockum. Malgré cela, les finitions du navire se poursuivent petit à petit. Renommé à cette période Thomas Mann, il est acheminé en mars 1994 aux chantiers Fincantieri de Trieste où sont effectués les derniers préparatifs. Alors qu'il est sur le point d'être achevé, une offre de rachat du navire est faite le 2 mai par la compagnie danoise DFDS. Après avoir réalisé deux séries d'essais en mer les 2 et 5 mai, le navire est officiellement vendu à DFDS quelques jours plus tard, le 12 mai. Réceptionné par Sea-Link le 7 juin 1994, il est immédiatement revendu à DFDS pour la somme de 117,6 millions de dollars. Radié des registres suédois, il est rebaptisé Crown of Scandinavia et enregistré sous pavillon danois.

### Service

#### DFDS (1994-2024)

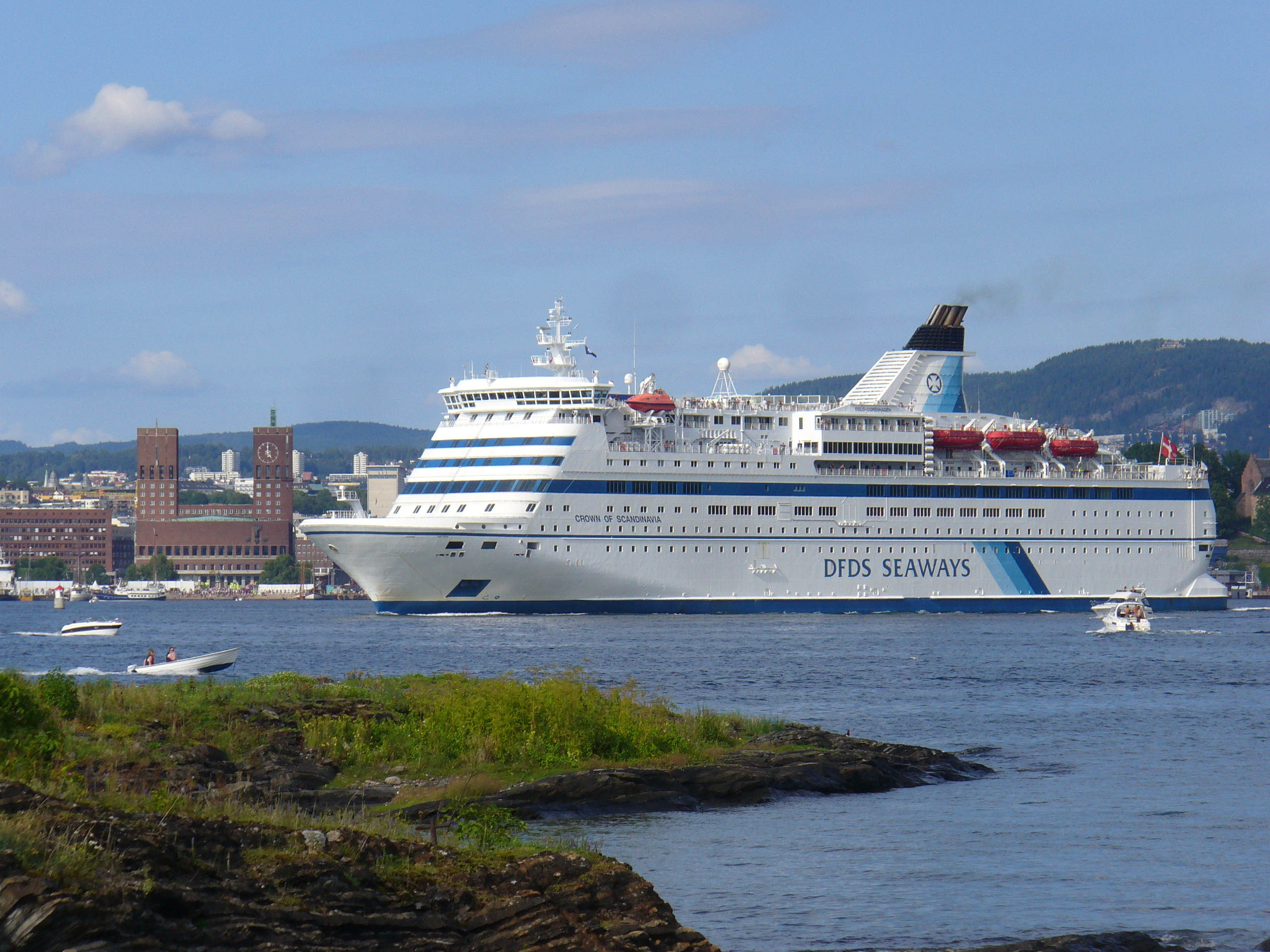
Le Crown of Scandinavia arborant la livrée originale de DFDS en 2010.

Le jour même de sa livraison, le Crown of Scandinavia quitte l'Italie pour rejoindre les chantiers Lloyd-Werft de Bremerhaven afin de bénéficier de travaux complémentaires en vue de sa mise en service. Arrivé en Allemagne le 15 juin 1994, il reste aux chantiers jusqu'au 23 juillet. En plus de la mise aux couleurs de DFDS, le navire se voit notamment ajouter des stabilisateurs en « queue de canard » à la poupe afin d'améliorer sa stabilité. Cette modification aura également pour effet d'augmenter légèrement sa longueur. Les travaux terminés, le Crown of Scandinavia met le cap sur le Danemark en effectuant au passage une escale à Helsingborg en Suède du 24 au 25 juin afin de réaliser des tests des infrastructures du port. Le 25 juin, le navire arrive pour la première fois à Copenhague, son port d'attache. Baptisé le lendemain, il appareille ensuite pour sa traversée inaugurale reliant Copenhague, Helsingborg et Oslo. Il remplace sur cet itinéraire le ferry King of Scandinavia et assure ses rotations de concert avec le Queen of Scandinavia dans un premier temps. 
Exploité au début de sa carrière par la filiale Scandinavian Seaways, entité commerciale gérant le trafic passager de DFDS, le Crown of Scandinavia sera transféré en juillet 2000 au sein d'une nouvelle entité dénommée DFDS Seaways sans que cela n'ait d'incidence sur son exploitation. Quelques années plus tard, en octobre 2006, DFDS décide de supprimer l'escale à Helsingborg afin de réaliser des économies sur le carburant ainsi que sur les frais du pilote du port suédois. 

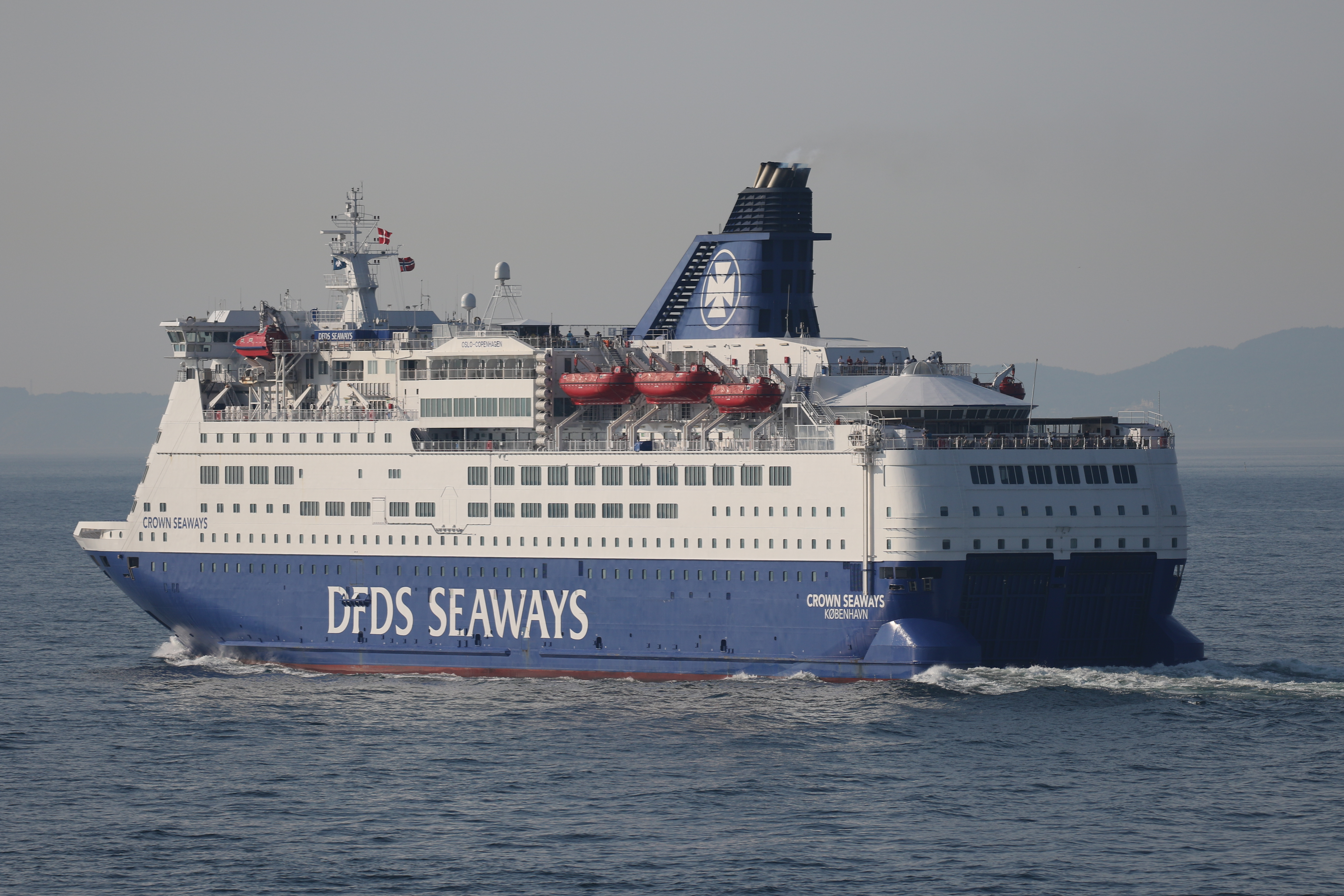
Le Crown Seaways arborant la livrée à coque bleue de DFDS.

En 2011, le navire est repeint aux nouvelles couleurs de DFDS. À cet effet, sa livrée se voit profondément modifiée avec la coque et la cheminée repeintes en bleu et les superstructures entièrement en blanc. Le 14 janvier 2013, il est rebaptisé Crown Seaways.
Durant l'arrêt technique effectué à Odense au début de l'année 2018, la livrée du navire connait un nouveau changement avec la coque et la cheminée repeintes en noir et l'abandon de la marque « DFDS Seaways » au profit de la seule inscription « DFDS » qui adopte au passage une graphie différente.
Au cours de l'année 2020, dans le contexte de la pandémie de Covid-19, les services de DFDS sont perturbés en raison de la mise en place de restrictions sanitaires au Danemark et en Norvège. Ainsi, le Crown Seaways est contraint de cesser ses rotations et est désarmé à Copenhague à partir du 14 mars. Quelques mois plus tard, le 25 juin, la baisse du nombre de personnes contaminées permet la reprise du trafic. À cette occasion, une escale à Frederikshavn est ajoutée à l'itinéraire. De nouveau immobilisé à partir du 2 novembre en raison de la recrudescence de la pandémie, le Crown Seaways reprendra finalement son service de manière permanente le 3 juillet 2021.
En juin 2024, DFDS annonce son intention de céder l'exploitation de sa ligne Copenhague - Oslo. Le Crown Seaways et le Pearl Seaways ainsi que les 800 employés sont ainsi rachetés par la compagnie suédoise Rederi Ab Gotland pour la somme de 53 millions d'euros. Le navire reste exploité par DFDS jusqu'au 1er novembre, date à laquelle sa propriété est transférée à Rederi Ab Gotland.

#### Rederi Ab Gotland (depuis 2024)
Effective le 1er novembre 2024, la cession du Crown Seaways à Rederi Ab Gotland n'occasionne pas de grand changement pour le navire dans un premier temps. Exploité sous son nom et sa livrée DFDS jusqu' au début de l'année 2025, il rejoint le 16 mars les chantiers de Landskrona en Suède afin d'être mis aux standards de son nouveau propriétaire.

## Aménagements
Le Nordic Crown possède 13 ponts. Les locaux passagers se situent sur la totalité des ponts 5 à 8 et une partie des ponts 2, 9, 10 et 11 tandis que ceux de l'équipage occupent principalement les ponts 9 et 10. Les ponts 3 et 4 sont pour leur part consacrés aux garages.

### Locaux communs
Le Nordic Crown est équipé d'installations d'une qualité semblable à celles d'un navire de croisières. Situées en grande majorité sur les ponts 7 et 8, elles comptent notamment cinq restaurants, cinq bars et des espaces commerciaux très développés,.
Depuis une importante refonte en 2016, les installations du cruise-ferry sont organisés de la manière suivantes :
- Columbus Club : bar-spectacle situé sur le pont 8 à l'arrière du navire ;
- Navigators Lounge : pub situé sur le pont 8 ;
- Sky Bar : bar extérieur situé à l'arrière du navire sur le pont 9 ;
- Sky Club : night club situé à l'arrière du navire sur le pont 9 ;
- Red+White Wine Bar : bar à vin situé sur le pont 8 ;
- 7 Seas : restaurant buffet situé au pont 8 à l'avant du navire ;
- Blue Ribond : restaurant à la carte situé au milieu bâbord du pont 8 ;
- Explorer : restaurant steak house situé au milieu du pont 8 ;
- Little Italy : restaurant italien situé au milieu du pont 8 ;
- Coffee Crew : cafétéria située sur le pont 7 au milieu du navire ;

En plus de ces installations, le Nordic Crown dispose d'un supermarché sur le pont 7. Au milieu du pont 10 se trouve un espace destiné aux conférences avec des salles offrant une vue panoramique. Enfin, une piscine intérieure et un sauna se trouvent sur le pont 6 à l'avant du navire.

### Cabines
Le Nordic Crown possède 637 cabines situées sur les ponts 5, 6, 7, 9, 11 et 2. Les cabines standards, internes ou externes, sont équipées de deux à quatre couchettes ainsi que de la télévision et de sanitaires comprenant douche, WC et lavabo. Certaines d'entre elles disposent d'un grand lit à deux places. Certaines sont situées sur le pont 2 en dessous des garages. Le navire propose également des suites, dont certaines sur le pont 11 possèdent un balcon. Des cabines accessibles aux personnes à mobilité réduite ou aux animaux sont également présentes.

## Caractéristiques
Le Nordic Crown mesurait à l'origine 169,40 mètres de long pour 28,20 mètres de large et son tonnage était de 35 285 UMS. À la suite de la refonte de 1994, la longueur sera portée à 171,50 mètres en raison de l'ajout de stabilisateurs, portant ainsi son tonnage à 35 492 UMS. Sa capacité d'emport est de 2 136 passagers et son garage peut accueillir 450 véhicules répartis sur deux niveaux. Le garage est accessible par deux portes rampes situées à l'arrière et une porte rampe avant. La propulsion est assurée par quatre moteurs diesels Wärtsilä-Pielstick 12PC26V-400E développant une puissance de 23 760 kW entraînant deux hélices à pas variable faisant filer le bâtiment à une vitesse de 21,5 nœuds. Le Nordic Crown possède quatre embarcations de sauvetage fermées de grande taille, deux sont situées de chaque côté vers l'arrière du navire. Elles sont complétées par deux embarcations fermées de plus petite taille et un canot semi-rigide. En plus de ces principaux dispositifs, le navire dispose de plusieurs radeaux de sauvetage à coffre s'ouvrant automatiquement au contact de l'eau. Le navire est doté de deux propulseurs d'étrave facilitant les manœuvres d'accostage et d'appareillage ainsi que de stabilisateurs anti-roulis. Il est également équipé d'une coque brise-glace classée 1 A Super.

## Lignes desservies
Depuis sa mise en service, le Nordic Crown est employé sur la liaison entre le Danemark et la Norvège sur la ligne Copenhague - Oslo en traversée de nuit. De 1994 à 2024, le navire assurait cette ligne sous les couleurs de la compagnie danoise DFDS. Depuis 2024, le service est assuré par la nouvelle compagnie Go Nordic Cruiseline. Jusqu'en 2006, une escale était effectuée à Helsingborg, en Suède. 